# Арсени Лечев
Арсени Иванов Лѐчев (17 януари 1902 – 23 ноември 1984) е български цигулар и музикален общественик.

## Биография
Роден е на 17 януари 1902 г. във Велико Търново. Учи цигулка при Тодор Торчанов, Петър Гавазов и Георги Актаджиев. В периода 1921 – 1924 г. учи цигулка при Г. Хавеман във Висшето училище за музика в Берлин. След това от 1924 до 1929 г. специализира в Париж. През 1930 г. се завръща в България. Основава през 1931 г. в София струнният квартет „Лечев“, който съществува до 1938 г. и отново от 1940 до 1957 г. Той е първият преподавател по камерна музика в Националната музикална академия в София. В 1932 – 1933 г. е концертмайстор на гвардейския оркестър, а от 1933 до 1942 г. е концертмайстор на оркестъра на Софийската опера. Арсени Лечев е един от инициаторите за създаването на Държавната филхармония при Софийската опера и е неин концертмайстор в периода 1935 – 1942 г. За кратко е диригент на симфоничния оркестър в Бургас. Между 1958 и 1962 г. е директор на Държавния музикален театър. В периода 1947 – 1958 г. е музикален редактор във вестник „Народна култура“. От 1950 г. е професор и до 1972 г. завежда катедрата по камерна музика в Държавната консерватория.
Почива на 23 ноември 1984 г.